# Liga Nacional de Básquet 1995-96
La temporada 1995-96 de la Liga Nacional de Básquet de la Argentina corresponde a la decimosegunda edición de la máxima competencia argentina de clubes en dicho deporte. Se inició en octubre de 1995 y finalizó el 15 de junio de 1996 con el séptimo partido de la serie final entre el Olimpia Basketball Club y Atenas de Córdoba en el Estadio Olimpia de la ciudad de Venado Tuerto, en donde se consagró campeón como local el equipo venadense, luego de ganar la serie final 4 a 3.
Respecto la temporada pasada, el descendido Santa Paula de Gálvez fue reemplazado por Luz y Fuerza de Posadas.

## Posiciones finales
| Equipo | Equipo                            | PJ | PG | PP | Pts |
| ------ | --------------------------------- | -- | -- | -- | --- |
| 1.º    | Olimpia (Venado Tuerto)           | 58 | 44 | 14 | 102 |
| 2.º    | Atenas                            | 57 | 38 | 19 | 95  |
| 3.º    | Andino (La Rioja)                 | 51 | 29 | 22 | 80  |
| 4.º    | Independiente de General Pico     | 54 | 29 | 25 | 83  |
| 5.º    | Peñarol                           | 48 | 28 | 20 | 76  |
| 6.º    | Quilmes                           | 53 | 26 | 27 | 79  |
| 7.º    | Regatas San Nicolás               | 50 | 24 | 26 | 74  |
| 8.º    | Boca Juniors 1                    | 52 | 28 | 24 | 79  |
| 9.º    | Luz y Fuerza de Posadas 1         | 51 | 26 | 25 | 76  |
| 10.º   | Pico FC                           | 52 | 26 | 26 | 78  |
| 11.º   | Deportivo Roca 1                  | 53 | 25 | 28 | 77  |
| 12.º   | Gimnasia (Comodoro Rivadavia)     | 51 | 22 | 29 | 73  |
| 13.º   | Estudiantes de Bahía Blanca       | 53 | 18 | 35 | 71  |
| 14.º   | Racing (Avellaneda)               | 54 | 20 | 34 | 74  |
| 15.º   | Ferro Carril Oeste (Buenos Aires) | 56 | 23 | 33 | 79  |
| 16.º   | Valle Inferior (Viedma)           | 55 | 18 | 37 | 72  |

|  |                          |
|  | Finalistas del certamen. |
|  | Desciende al TNA.        |

1: Sufrieron el descuento de 1 punto por resolución del Tribunal de Penas.

## Final
| 1 de junio  | Olimpia (VT) | 104–102 | Atenas | Venado Tuerto             |  |  |
|             |              |         |        |                           |  |  |
|             |              |         |        | Pabellón: Estadio Olimpia |  |  |
| Serie 1 - 0 |              |         |        |                           |  |  |
|             |              |         |        |                           |  |  |

| 4 de junio  | Olimpia (VT) | 102–90 | Atenas | Venado Tuerto             |  |  |
|             |              |        |        |                           |  |  |
|             |              |        |        | Pabellón: Estadio Olimpia |  |  |
| Serie 2 - 0 |              |        |        |                           |  |  |
|             |              |        |        |                           |  |  |

| 6 de junio  | Atenas | 116–102 | Olimpia (VT) | Córdoba                                |  |  |
|             |        |         |              |                                        |  |  |
|             |        |         |              | Pabellón: Polideportivo Carlos Cerruti |  |  |
| Serie 1 - 2 |        |         |              |                                        |  |  |
|             |        |         |              |                                        |  |  |

| 8 de junio  | Atenas | 113–103 | Olimpia (VT) | Córdoba                                |  |  |
|             |        |         |              |                                        |  |  |
|             |        |         |              | Pabellón: Polideportivo Carlos Cerruti |  |  |
| Serie 2 - 2 |        |         |              |                                        |  |  |
|             |        |         |              |                                        |  |  |

| 11 de junio | Olimpia (VT) | 107–93 | Atenas | Venado Tuerto             |  |  |
|             |              |        |        |                           |  |  |
|             |              |        |        | Pabellón: Estadio Olimpia |  |  |
| Serie 3 - 2 |              |        |        |                           |  |  |
|             |              |        |        |                           |  |  |

| 13 de junio | Atenas | 107–98 | Olimpia (VT) | Córdoba                                |  |  |
|             |        |        |              |                                        |  |  |
|             |        |        |              | Pabellón: Polideportivo Carlos Cerruti |  |  |
| Serie 3 - 3 |        |        |              |                                        |  |  |
|             |        |        |              |                                        |  |  |

| 15 de junio | Olimpia (VT) | 105–100 | Atenas | Venado Tuerto             |  |  |
|             |              |         |        |                           |  |  |
|             |              |         |        | Pabellón: Estadio Olimpia |  |  |
| Serie 4 - 3 |              |         |        |                           |  |  |
|             |              |         |        |                           |  |  |

### Plantel campeón
- Walter Guiñazú
- Alejandro Montecchia
- Jorge Racca
- Sebastián Uranga
- Alejandro Burgos
- Leonardo Gutiérrez
- Federico Helale
- Carlos López Jordan
- Andrés Rodríguez
- Lucas Victoriano
- Todd Jadlow
- Michael Wilson

DT Horacio Seguí